# Cescau (Ariège)
Cescau település Franciaországban, Ariège megyében. Lakosainak száma 162 fő (2022. január 1.). Cescau Arrout, Audressein, Balaguères, Castillon-en-Couserans és Engomer községekkel határos.

## Népesség
A település népességének változása:
| Lakosok száma | 117  | 106  | 90   | 131  | 140  | 133  | 141  | 148  | 154  | 162  |
|               | 1968 | 1982 | 1990 | 2006 | 2013 | 2015 | 2017 | 2019 | 2020 | 2022 |